# Dofttry
Dofttry (Lonicera fragrantissima) är en art i familjen kaprifolväxter från östra Kina.
Bildar lövfällande eller halvt städsegröna buskar, till 2 meter höga. Unga grenar är kala eller sparsamt håriga. Äldre grenar är gråbruna. Blad på korta bladskaft, mycket varierande i form, omvänt äggrunda, elliptiska eller brett lansettlika, 3-7 (-8,5) cm långa, ibland något läderartade. Blommorna sitter i par och är delvis sammanvuxna. De öppnar sig innan de nya bladen utvecklas eller tillsammans med bladen, de är doftande. Kronan är vit eller rödaktig, 1-1,5 cm lång, tvåläppig med inkluderade ståndare. Frukten är ett rött bär. Bären är giftiga och ger kräkningar, ansiktsrodnad, överdriven törst och vidgade pupiller.
- subsp. fragratissima har blad som är kala eller endast håriga längs nerverna.
- subsp. standishii, vårtry – bladundersidor är tätt håriga med tillpressade hår (ej dunhår), ibland med borsthår.
- subsp. phyllocarpa – bladen är tätt håriga med tillplattade hår och dunhår på bladundersidorna.

## Synonymer
subsp. fragrantissima
- Caprifolium fragrantissimum (Lindl. & Paxton) Kuntze
- Chamaecerasus niagerilli Dippel
- Lonicera fragrantissima Lindl. & Paxton
- Xylosteon fragrantissimum (Lindl. & Paxton) Small

subsp. phyllocarpa (Maxim.) P.S.Hsu & H.J.Wang
- Caprifolium phyllocarpum Kuntze
- Lonicera phyllocarpa Maxim.

subsp. standishii (Jacq.) P.S.Hsu & H.J.Wang
- Caprifolium standishii (Jacq.) Kuntze
- Chamaecerasus standishii (Jacq.) Lescuyer
- Lonicera mamillaris Rehder
- Lonicera proterantha Rehder
- Lonicera pseudoproterantha Pampanini
- Lonicera standishii Jacq.
- Lonicera standishii Carriere
- Lonicera standishii Hook., nom. illeg.
- Lonicera standishii f. lancifolia  Rehder